# Luftvärnsrobotvagn 701
Luftvärnsrobotvagn 701, militärförkortning: lvrbv 701, är en svensk luftvärnsrobotvagn baserat på chassit till infanterikanonvagn 102 och 103, bestyckad med ett luftvärnsrobotsystem 70, därav beteckningen "lvrbv 701": luftvärnsrobotvagn med robotsystem 70, första i sitt slag (löpnummer 1).
Vagnen utvecklades i slutet av 1970-talet och togs i bruk 1984. De brukades fram till millennieskiftet 2000. Systemet har en nästintill identisk systervagn som istället bär ett pansarvärnsrobotsystem 55, betecknad pansarvärnsrobotvagn 551.

## Historia
När infanterikanonvagn 102 och 103 ersattes åren 1975–1978 med infanterikanonvagn 91, såg man en möjlighet att använda deras chassi som bas för de robotfordon man ämnade tillföra pansarbrigaderna. Ombyggnationen bestod av en helt ny överbyggnad på det gamla chassit, samt ny motor och växellåda av samma typ som satt i bandvagn 206. Arbetet utfördes mellan åren 1984–1986 vid Hägglund & Söner i Örnsköldsvik. Totalt kom 57 vagnar av versionen pvrbv 551 och 48 vagnar av versionen lvrbv 701 att vara i tjänst inom Försvarsmakten åren 1984–2000.

## Besättning
Besättningen består av förare, skytt, laddare och vagnchef. Längst fram i vagnen sitter förare och vagnchef. I mitten av vagnen finns två stora takluckor under vilka skytt och laddare befinner sig vid förflyttning. När vagnen går i eldställning öppnas luckorna och robotlavetten hissas upp ovanför vagntaket. Skytt och laddare saknar i det läget pansarskydd.